# Gniewskie Pole (przystanek kolejowy)
Gniewskie Pole – jeden z trzech przystanków kolejowych we wsi Gniewskie Pole pow. kwidzyńskim, woj. pomorskie.